# Bardolph
Bardolph es una villa ubicada en el condado de McDonough en el estado estadounidense de Illinois. En el Censo de 2010 tenía una población de 251 habitantes y una densidad poblacional de 163,15 personas por km².

## Geografía
Bardolph se encuentra ubicada en las coordenadas 40°29′47″N 90°33′48″O / 40.49639, -90.56333. Según la Oficina del Censo de los Estados Unidos, Bardolph tiene una superficie total de 1.54 km², de la cual 1.54 km² corresponden a tierra firme y (0%) 0 km² es agua.

## Demografía
Según el censo de 2010, había 251 personas residiendo en Bardolph. La densidad de población era de 163,15 hab./km². De los 251 habitantes, Bardolph estaba compuesto por el 98.01% blancos, el 0% eran afroamericanos, el 0.4% eran amerindios, el 0% eran asiáticos, el 0% eran isleños del Pacífico, el 0% eran de otras razas y el 1.59% pertenecían a dos o más razas. Del total de la población el 2.39% eran hispanos o latinos de cualquier raza.